# Piccolo, Saxo et Compagnie
Pour l'adaptation au cinéma, voir Piccolo, Saxo et Compagnie (film).
Albums de André Popp, Jean Broussolle, et François Périer
Passeport pour Piccolo Saxo et Cie (1957)
Piccolo, Saxo et Compagnie ou la Petite Histoire d'un grand orchestre est un conte musical pédagogique imaginé en 1956 par Jean Broussolle pour le scénario et André Popp pour la musique. La première version discographique, publiée par Philips en 1957, fut contée par François Périer.

## Résumé
Au Royaume de la Musique, les différentes familles d'instruments ne se connaissent pas et vivent séparées les unes des autres. Mais un jour, la famille des cordes entend parler de la famille des saxophones et l'invite à lui rendre visite.
Après avoir fait connaissance, les deux familles décident de partir à la recherche d'autres familles d'instruments. C'est ainsi que, au gré des pérégrinations, viennent s'ajouter la famille des bois, la famille des tambours et des marteaux et la famille des cuivres. Un jour, après avoir croisé la guitare, toutes les familles d'instruments trouvent le piano et forment le grand orchestre.

## Suites
- Passeport pour Piccolo Saxo et Compagnie, 1957 (se concentrant sur les instruments folkloriques)[3]
- Piccolo Saxo et le Cirque Jolibois, 1958 (centré sur les musiques de cirque avec la participation des Sipolos)
- Piccolo et Saxo à Music City, 1972
- Piccolo Saxo et la Symphonie écologique, 1976

Une nouvelle nouvelle version a été éditée vers 1994 avec la participation de Laurence Wagner, mandoliniste de l'Orchestre à plectres de la SNCF.

## Adaptation cinématographique
En 2006, cinquante ans après l'imagination de l'histoire originale, est sorti un film d'animation intitulé Piccolo, Saxo et Compagnie. Bien que l'histoire du film d'animation soit largement différente de l'histoire originale, l'esprit de découverte des différentes familles d'instruments de musique reste le même. 
Dans cette adaptation, quelqu'un a volé les clefs sol, fa et ut, ce qui a pour effet de semer la discorde sur la planète Musique. Sans les clefs, les différentes familles d'instruments ne s'entendent plus et le grand orchestre ne peut plus continuer à exister. Piccolo et Saxo vont néanmoins aller à l'encontre de la mésentente régnant entre les différentes familles d'instruments pour partir à la recherche des clefs afin de faire revenir l'harmonie.